# Delicious (websted)
Delicious, tidligere del.icio.us, er en webservice, der tilbyder social bogmærkning.

## Eksternt link
- Officiel hjemmeside Arkiveret 11. april 2016 hos  Wayback Machine

| Internet | Spire Denne internet-relaterede artikel er en spire som bør udbygges. Du er velkommen til at hjælpe Wikipedia ved at udvide den. |